# Palaeaspilates
Palaeaspilates là một chi bướm đêm thuộc họ Geometridae.

## Các loài
- Palaeaspilates carnea (Warren, 1914)
- Palaeaspilates inoffensa Warren, 1894
- Palaeaspilates reducta (Wiltshire, 1981)
- Palaeaspilates sublutearia (Wiltshire, 1977)